# Saltimbancos
Saltimbancos ist ein portugiesischer Film des Regisseurs Manuel Guimarães aus dem Jahr 1951. Das schwarzweiße Filmdrama spielt im Zirkusumfeld, in dem die deutsche Exilantin Helga Liné hier sowohl als Schauspielerin als auch im echten Leben wirkte.

## Handlung
Die Geschichte des Films wird aus Sicht Tonys gezeigt, der hier als Erzähler fungiert. Der leidenschaftliche Akrobat, einsam und erschöpft aus dem Spanischen Bürgerkrieg zurückgekehrt, stößt zum kleinen und ärmlichen Zirkus Circo Maravilhas (portugiesisch für Wunderzirkus). Dieser wird von der resoluten Miss Dolly geleitet, die aus unerschütterlicher Leidenschaft für den Zirkus entgegen allen Schwierigkeiten stets weitermacht. Ihre Tochter Delmirinha, Artistin im Zirkus, träumt dagegen von einem sesshaften Leben in einem kleinen Häuschen mit Garten.
Delmirinha und Tony verlieben sich. Zwischen ihrer Liebe zu Tony und dem familiären Zirkusleben einerseits und ihrer Sehnsucht nach einem geordneten ruhigen Leben andererseits hin- und hergerissen, stößt Delmirinha nun immer heftiger mit ihrer bestimmenden Mutter zusammen und kann ihr Leben nicht frei gestalten.
Als nach schweren Schicksalsschlägen die kleine Gemeinschaft des Zirkus endgültig auseinanderzubrechen droht, sieht sich Delmirinha zu grundlegenden Entscheidungen gezwungen.

## Rezeption
Der Film feierte am 24. Oktober 1951 Premiere, im Kino Batalha in Porto. In der Hauptstadt Lissabon startete der Film im Teatro Éden am 25. Januar 1952.
Das Drehbuch stammt vom portugiesischen Schriftsteller Leão Penedo auf Grundlage seines Romans Circo. Er gehörte zur Gruppe neorealistischer Autoren in Portugal, die in Regisseur Guimarães ihre Hoffnung auf ein neorealistisches Kino in Portugal setzten. Wie auch der Nachfolger Nazaré konnte auch Saltimbancos die Erwartungen nicht erfüllen: trotz seiner akzeptablen Ansätze vermied der Film jede tiefere soziale Ebene und verhinderte so eine Konfrontation mit der Zensur der Salazar-Diktatur. Auch an der Kinokasse blieb dem Film ein größerer Erfolg versagt.
Saltimbancos erschien zuletzt 2010 in einer DVD-Box mit fünf Filmen des Regisseurs Manuel Guimarães bei Costa do Castelo-Filmes in Zusammenarbeit mit der Cinemateca Portuguesa.